# Costanza Pascolato
Costanza Pascolato (Siena, 19 de setembro de 1939) é uma consultora de moda e empresária italiana radicada no Brasil. Integrante da Sociedade Brasileira de Moda, é um dos nomes mais influentes e respeitados do universo da moda.

## Biografia
Nascida na Itália, numa família de classe alta, Costanza Maria Teresa Ida Clotilde Giuseppina chegou ao Brasil aos cinco anos, acompanhada pelos pais, Michele e Gabriella Pallavicini, que em 1948 fundaram a tecelagem Santaconstancia. Sua família, quando chegou ao Brasil, fugida da Segunda Guerra Mundial, foi recepcionada pelos Matarazzo, que além de hospedarem a família de Costanza, puseram um motorista à disposição. Terminado o colégio, não fez faculdade. No final da década de 50, se tornou assistente de artistas como Clóvis Graciano. Aos 15 anos, foi campeã sul-americana de salto ornamental, em Mar del Plata (Argentina).
Em 1962, Costanza casou-se com o banqueiro Robert Blocker, brasileiro filho de americanos. Juntos tiveram duas filhas, Consuelo e Alessandra, e um casal de netos. Separaram-se em 1971. Com a separação, começou a sua carreira como editora e consultora de moda na revista Claudia, da Editora Abril, onde trabalhou por 17 anos. Em 1975, casou-se com o segundo marido, o marquês italiano Giulio Cattaneo della Volta, com quem viveu até a morte dele, por enfarte, em dezembro de 1990. No mesmo ano, Costanza enfrentou a depressão e o câncer de mama. Seu último casamento, com o produtor musical Nelson Motta, durou dois anos e acabou em 2001.
Em 1980, recebeu o título de papisa da moda de Joyce Pascowitch, apelido que carrega até hoje. Quando seu pai faleceu de um câncer de fígado, em 1987, Costanza assumiu a tecelagem e a transformou numa das maiores empresas brasileiras do ramo têxtil, até hoje fornecendo tecidos para os maiores estilistas do país. Em 1988, Costanza saiu da Editora Abril, assina uma coluna de moda no jornal Folha de S.Paulo e abre sua empresa de consultoria. Integrando posteriormente a equipe da revista Vogue. Assinou o design de uma coleção de jóias da H. Stern.
Em 2008, Costanza foi condecorada Commendatore dell’Ordine della Stella pelo governo italiano como uma de suas cidadãs ilustres. Figura sempre presente nos meios de comunicação, Costanza é reconhecida como uma autoridade em moda no Brasil, escreveu três livros: O Essencial (1999), Confidencial – Segredos de Moda, Estilo e Bem-Viver (2009) e Meu Caderno de Estampas (2015). Em abril de 2014, Costanza e sua amiga artista plástica Marilu Beer estrearam a primeira temporada do sofá-chat-show exibido no Youtube, Costanza & Marilu. Em novembro de 2014, a série conquistou a televisão, sendo exibida no Discovery Home & Health. Em dezembro de 2014, entrou para a lista do FFW dos 50 brasileiros mais "estilosos" da moda.

## Obras
| Ano  | Título                                              |
| ---- | --------------------------------------------------- |
| 1999 | O Essencial                                         |
| 2009 | Confidencial – Segredos de Moda, Estilo e Bem-Viver |
| 2015 | Meu Caderno de Estampas                             |